# Escut de Flores
L'escut de Flores va ser aprovat el 30 de desembre de 1953 i el seu creador va ser Juan B. Gurewitsch. Es va crear per a commemorar-se el 150 aniversari de la fundació de la capital departamental, la ciutat de Trinidad. Està dividit en quatre quarters: el superior esquerre, de color vermell, conté unes boleadoras, armes dels gautxos, les quals simbolitzen la lluita per la independència; en l'inferior dret, de color vermell, figura la Gruta del Palacio, en representació de la prehistòria del lloc; els altres dos quarters, de color blau, tenen espigues de blat i bestiar, els fruits de la terra del departament. Unint els quatre quarters, es forma la creu de l'Orde Trinitari, la qual portava el rector fra Manuel Ubeda, fundador de Trinidad. Sobre l'escut figura una diadema txarrúa, i la paraula Flores sobre la bandera de l'Uruguai. Al voltant de l'escut hi ha una frase en llatí: Labor improba omnia vincit, la qual significa "La feina constant sempre venç".